# Estadio Adolfo López Mateos
Das Estadio Adolfo López Mateos ist ein Baseballstadion aus Reynosa. Das Stadion wurde am 6. April 1963 eröffnet.

## Nutzung
Das Estadio Adolfo López Mateos wird hauptsächlich für Baseball- und Fußballspiele genutzt. Das professionelle Baseballteam Broncos de Reynosa aus der Liga Mexicana de Béisbol trägt seine Heimspiele seit 1963 mit Unterbrechungen im Stadion aus. 1969 und 1981 fanden die Finalspiele der LMB im Stadion Adolfo López Mateos statt.
Bis 2007 spielten auch die Fußballmannschaften Tigres B aus der zweitklassigen Primera División 'A', sowie im gesamten Jahr 2008 die Zorros de Reynosa aus der drittklassigen Segunda Division de Mexico im Stadion.